# 片桐澪
片桐 澪（かたぎり みお、1973年2月14日 - ）は、日本の漫画家。東京都出身。血液型A型。デビュー作は『硝子の魚たち』。

## 略歴
1991年、第28回りぼん新人漫画賞において『硝子の魚たち』が準入選受賞。この作品がデビュー作として『りぼんオリジナル』に掲載された（当時18歳）。

## 作品リスト
全て集英社、りぼんマスコットコミックスから刊行されている。
- 幻想懐古店（1993年3月20日発行、ISBN 4-08-853657-6）
  - 幻想懐古店（『りぼん』1992年夏のびっくり大増刊号）
  - 二人で空をみあげよう（『りぼん』1992年秋のびっくり大増刊号）
  - 銀の街の天使（『りぼん』1992年春のびっくり大増刊号）
  - 月の雫 星の花束（『りぼんオリジナル』1991年冬の号）
  - 硝子の魚たち（『りぼんオリジナル』1991年夏の号、デビュー作）
- くまちゃん（1993年 - 2003年、全7巻）

### アンソロジー
- りぼん新人まんが傑作集 10 7つのシンフォニー[2]（1992年4月20日発行、ISBN 4-08-853609-6）
  - 硝子の魚たち（『りぼんオリジナル』1991年夏の号、デビュー作）

### 単行本未収録作品
- 草の記憶（『りぼん』1993年春のびっくり大増刊号）
- オールスター リレー8コマギャグまんが クリスマス お正月（『りぼん』1997年冬休みおたのしみ増刊号）
- ごめ〜ん、ウソ♥ 衝撃のひとこと（『りぼんオリジナル』2000年4月号）
- くまちゃん（『りぼん』2001年12月号 - 2003年3月号、『りぼんオリジナル』2001年12月号 - 2003年2月号、『りぼん』2002年夏休みおたのしみ増刊号、2002年早春のびっくり大増刊号 - 2002年初夏のびっくり大増刊号）
- コレちゃんがゆく!!（『りぼん』2002年夏休みおたのしみ増刊号）
- キャラカマスター コレちゃんがゆく!!（『りぼん』2002年秋のびっくり大増刊号）
- ウサハナ（『りぼん』2003年4月号 - 2004年3月号）
- ベジベジ警備隊（『りぼんオリジナル』2004年6月号 - 2005年10月号、『りぼん』2004年夏休みびっくり大増刊号、秋のびっくり大増刊号、2005年冬休みびっくり大増刊号、春のびっくり大増刊号、夏休みびっくり大増刊号）
- ハル･うらら（『りぼん』2006年冬休みチャレンジ!大増刊号、春のチャレンジ!大増刊号、夏休み超びっくり大増刊号、2007年お正月超びっくり大増刊号、春の超びっくり大増刊号、夏休み大増刊号りぼんスペシャル、秋の大増刊号りぼんスペシャル）